# Alice Stewart
Alice Mary Stewart (apellido de soltera, Naish) (Sheffield, Inglaterra, 4 de octubre de 1906 - Oxford, Inglaterra, 3 de junio de 2002) fue una médica y epidemióloga británica, especializada en medicina social y en los efectos de la radiación sobre la salud. Su estudio de la enfermedad inducida por la radiación entre los trabajadores de la planta de producción de plutonio en Hanford, Washington, es citado con frecuencia por aquellos que tratan de demostrar que incluso dosis muy bajas de radiación causan un peligro considerable. Fue galardonada con el Premio Nobel Alternativo en 1986.

## Primeros años
Alice Stewart nació en Sheffield, Inglaterra, hija de Albert Naish, médico del Royal Hospital de Sheffield y el Hospital de Niños de Sheffield, y más tarde profesor de Medicina en la Universidad de Sheffield. Estudió medicina preclínica en el Girton College, de Cambridge, y en 1932 completó sus estudios clínicos en el Royal Free Hospital de Londres. Adquirió experiencia en hospitales de Mánchester y Londres, antes de volver al Royal Free Hospital como médico especialista (registrar). En 1941 consiguió un puesto de profesora en la Facultad de Medicina de la Universidad de Oxford, y fue aquí donde desarrolló su interés por la medicina social, asesorando sobre problemas de salud a los trabajadores de fábricas de municiones de guerra.

## Estudios epidemiológicos
El departamento de Medicina Social y Preventiva de Oxford fue creado en 1942, siendo Alice Stewart su directora adjunta. En 1950 accedió a la dirección de la unidad, pero no se le concedió el título de "profesora", que se había adjudicado a su predecesor, ya que para entonces el puesto era considerado de menor importancia. Sin embargo, en 1953 el Consejo de Investigación Médica le asignó fondos para su estudio pionero sobre los rayos X como causa de cáncer en la infancia, tema en el que trabajó desde 1953 hasta 1956. Sus resultados fueron inicialmente considerados como erróneos. Sus conclusiones sobre el daño fetal causado por los rayos X en las mujeres embarazadas fueron finalmente aceptados en todo el mundo y, como consecuencia, se redujo el uso de médicos de los rayos X durante el embarazo y la primera infancia (aunque su aceptación se había demorado casi 25 años). Stewart se retiró en 1974.
Su más famosa investigación se produjo después de su jubilación formal, como miembro honorario del departamento de Medicina Social de la Universidad de Birmingham. Trabajando con el profesor Thomas Mancuso de la Universidad de Pittsburgh, examinó los registros de enfermedad de los empleados de la planta de producción de plutonio de Hanford, en el estado de Washington, y encontró una incidencia mucho mayor de enfermedades inducidas por la radiación de lo que figuraba en los estudios oficiales Sir Richard Doll, epidemiólogo respetado por su trabajo sobre las enfermedades relacionadas con el tabaquismo, atribuyó sus hallazgos anómalos a un análisis estadístico "cuestionable" realizado por su ayudante, George Kneale (que se dio cuenta de que podía haberse equivocado no intencionalmente produciendo una "sobreestimación" de los diagnósticos de cáncer en las comunidades cercanas a la fábrica). La propia Stewart reconoció que sus resultados estaban fuera del rango considerado estadísticamente significativo. En la actualidad, sin embargo, su informe es valorado como una respuesta a la percepción de sesgo en los informes producidos por la industria nuclear.
En 1986 fue distinguida con el Premio al Sustento Bien Ganado o Premio Nobel Alternativo, un premio anual concedido en Estocolmo. Stewart finalmente consiguió su codiciado título de "profesora" por su nombramiento como catedrática en el Lady Margaret Hall, Oxford. En 1997 Stewart fue nombrada primera presidenta del Comité Europeo de Riesgos de la Radiación.